# Forêt de Séoul
La forêt de Séoul (en coréen : 서울숲 ; Seoul sup) est un parc urbain situé à dans le quartier de Seongdong-gu à Séoul en Corée. La forêt de Séoul a ouvert en juin 2005, pour un coût de 235,2 milliards de won.